# Instituto Juan de Mariana
El Instituto Juan de Mariana (IJM) es un think tank, socio de Atlas Network, de orientación liberal con sede en Madrid, España, que fue fundado en el año 2005. Sus objetivos son, según sus estatutos, «dar a conocer al gran público español, europeo y latinoamericano, los beneficios que para los intereses generales proporcionan la propiedad privada, la libre iniciativa empresarial y la limitación del ámbito de actuación de los poderes públicos».
Toma su nombre del representante tardío de la Escuela de Salamanca, Juan de Mariana. Patrocina la Maestría de Economía de la Escuela austríaca en la Facultad de Ciencias Jurídicas y Sociales de la Universidad Rey Juan Carlos de Madrid.
Entre sus miembros fundadores se encuentra su actual presidente, Gabriel Calzada, rector de la Universidad de las Hespérides y ex-rector de la Universidad Francisco Marroquín, los anteriores directores Juan Ramón Rallo, Raquel Merino, profesores ambos de la Universidad Rey Juan Carlos, Daniel Rodríguez Herrera, subdirector del diario Libertad Digital y webmaster de Liberalismo.org, José Carlos Rodríguez, periodista, o Gonzalo Melián, vicerrector de la Universidad de las Hespérides, director de OMMA Business School Madrid y fue director fundador del centro en Madrid de la Universidad Francisco Marroquín.
El Instituto Juan de Mariana sostiene que no acepta subvenciones ni ningún tipo de subsidios públicos con el objeto de mantener su independencia del poder político.[cita requerida] Se financia por medio de donaciones privadas, ya sea de sus socios, miembros o las de benefactores tales como empresas u otros think tanks.[cita requerida]

## Actividades
Organiza con regularidad conferencias, seminarios y cursos durante el año lectivo. Una de sus actividades estrellas es la semana de la libertad, que comprende el Congreso de Economía Austriaca, Liberacción y la Cena de la Libertad.
El Congreso de Economía Austriaca con expositores internacionales y con el aval académico de la Facultad de Ciencias Jurídicas y Sociales de la Universidad Rey Juan Carlos y ahora también de la Universidad Francisco Marroquín. Seguido de una feria del libro de temática liberal en Madrid llamada Liberacción. La feria es de un día de duración y sirve de escaparate para los autores liberales, que acostumbran a presentar y vender sus libros durante la misma. Y finalmente, la Cena de la Libertad, evento que sirve para cerrar el año y premiar a personalidades que han dedicado su vida a la defensa y promoción del liberalismo. 
La universidad de verano que empezó celebrándose en Aranjuez. Desde 2011, se celebra en Lanzarote y en 2018 se celebró en San Lorenzo de El Escorial. 
Desde el año 2007 se le entrega el Premio Juan de Mariana a personalidades que se han destacado en la promoción de los valores que promueven.

## Premios obtenidos
En 2008, el Instituto recibió el premio Templeton Freedom Award en la categoría que reconoce los destacados logros alcanzados por un instituto joven, por "su enfoque polifacético que incluye la organización de una Universidad de Verano, la oferta de una Maestría en Economía austríaca, la organización de un concurso de ensayos de estudiantes, la creación del proyecto Medicina en Libertad y el establecimiento de un Observatorio de Coyuntura Económica". No confundir con el galardón TEMPLETON PRIZE de la Sir John Templeton Foundation, que en 2008 le fue entregado a Michael Heller. En 2009 fue galardonado con el Fisher Venture Grant otorgado por el Instituto Hayek". Ambos galardones fueron otorgados por la Atlas Economic Research Foundation, organización con sede en Washington D. C.

## Polémica:Efectos del Apoyo Público a las Energías Renovables sobre el Empleo
En 2009, tres miembros del instituto publicaron, en colaboración con la Universidad Rey Juan Carlos de Madrid, el informe académico Efectos del Apoyo Público a las Energías Renovables sobre el Empleo. En dicho estudio, los autores criticaban los efectos del modelo de fomento de las energías renovables que ha impulsado el Gobierno español. Según las cifras recogidas en el informe, las subvenciones millonarias al lobby de las empresas españolas de energía verde han provocado la pérdida de 2,2 puestos de trabajo en otros sectores más eficientes por cada puesto creado en el sector de las energías renovables. Además, según este mismo informe, la creación de cada empleo verde representa un coste de más de medio millón de euros. Para los autores de la investigación, este modelo genera millonarias pérdidas, puesto que se trata de una industria ineficiente que se mantiene en auge sólo gracias a los paquetes de incentivos otorgados por el Gobierno que, en última instancia, son cubiertos con el dinero de los contribuyentes. Numerosos medios de comunicación norteamericanos y congresistas republicanos se hicieron eco del informe, que suscitó un gran interés después de que Barack Obama citase la política energética española como modelo para su Gobierno. El informe ha provocado numerosas reacciones por parte de los articulistas estadounidenses. Algunos de estos comentarios han sido críticos, mientras que otros han sido muy elogiosos con los datos contenidos en el estudio. El portavoz de Barack Obama tuvo que pronunciarse sobre el estudio tras preguntarle los periodistas destinados en la Casa Blanca.
En julio de 2009, el diario Público publicó un amplio artículo criticando el informe y calificándolo de "antipatriótico". Según este periódico, el Instituto Juan de Mariana, que recibiría subvenciones públicas a través de la Universidad Rey Juan Carlos, está vinculado a la órbita aguirrista del PP, lo que le habría llevado a intentar dañar la imagen del Gobierno de España en Estados Unidos. En opinión de Público, el estudio del IJM "boicotea en EE. UU. las esperanzas del Gobierno de José Luis Rodríguez Zapatero por convertirse en referente verde", lo que afecta especialmente al "sector español de la energía renovable, que partía en situación de ventaja para beneficiarse del gigantesco plan de estímulo para cambiar el modelo energético de EE. UU". El Instituto Juan de Mariana contestó, en un artículo recogido por Libertad Digital, acusando al diario de mentir y volvió a insistir en que no recibe ninguna clase de dinero público, indicando además que el informe ya estaba en desarrollo "antes de que Barack Obama pusiese a España como modelo de creación de empleo a través de la apuesta por las energías renovables". En julio de 2010, el Gobierno de Zapatero anunció una reducción retroactiva en las primas que reciben las energías eólica y termosolar.

## Polémica:Subvenciones y falta de transparencia en la gestión de Manuel Llamas
La polémica sobre subvenciones y falta de transparencia en la gestión de Manuel Llamas surgió a raíz de su vinculación con varias empresas y asociaciones durante su gestión pública y posterior a su salida del gobierno. En junio de 2023, Llamas dejó su cargo como viceconsejero de la Comunidad de Madrid para unirse a Libertad Digital y ViOne, de Jano García, empresas a las que había otorgado publicidad institucional. En agosto de 2023, asumió la dirección del Instituto Juan de Mariana, una asociación que no acepta subvenciones públicas.
El 19 de junio de 2024, el periódico eldiario.es publicó una investigación en la que revelaba detalles sobre la gestión de la "Cena de la Libertad", evento organizado por el Instituto Juan de Mariana, en el cual se premió al político argentino Javier Milei. La gestión del evento fue realizada por Katarsis Digital, SL, empresa vinculada a Fernando Monera, Juan José Ayuso Valdés y Terminus Visión, SL, propiedad de Fernando Monera Daroquí. Además, el artículo mencionó que Open Sistemas, consultora con una baja valoración en la web Malditas Consultoras, recibió 1.740.507,51 euros en catorce subvenciones durante el mandato de Llamas. Llegando a ser una de las empresas con más subvenciones recibidas en 2021. De estas, la mitad fueron otorgadas por la Comunidad de Madrid y todas fueron de tipo "subvención y entrega dineraria sin contraprestación".
La organización de la Cena de la Libertad generó controversia debido a la rápida venta de entradas, lo que impidió que muchos miembros del Instituto Juan de Mariana pudieran asistir. El 23 de mayo de 2024, se pusieron a la venta las entradas a través de un enlace enviado por correo electrónico a los miembros del instituto, que redirigía a un sitio web denominado formacion.juandemariana.org, perteneciente en realidad a Katarsis Digital. A los pocos minutos, desde el Instituto Juan de Mariana informaron que el servidor colapsó debido a la alta demanda. La venta se reanudó el 28 de mayo a través de Eventbrite, pero las entradas se agotaron en pocos segundos, lo que suscitó críticas internas en el Instituto. Los cálculos realizados por miembros del grupo de Whatsapp de la organización sugirieron que el número de entradas disponibles era muy reducido, cifrándose entre 25 y 30, lo que incrementó las sospechas sobre la falta de transparencia en el proceso.
El 1 de junio de 2024, se pusieron a la venta entradas adicionales para un salón anexo al de Javier Milei. Estas entradas duraron unos cuarenta y cinco minutos, lo que refuerza la percepción de que las entradas iniciales fueron muy limitadas y que la dirección nunca ofreció una explicación sobre el número exacto de entradas disponibles ni los criterios de venta.
Adicionalmente, Katarsis Digital es responsable de la web de formación y la newsletter del Instituto Juan de Mariana, lo que implica que la gestión de la información personal de los miembros y participantes en los eventos recae en esta empresa en lugar de en la asociación misma, lo que ha alimentado aún más las críticas sobre la opacidad en la gestión del instituto y la delegación en una empresa creada el 26 de septiembre de 2023 tras el nombramiento de Manuel Llamas como director de la asociación, por uno de los beneficiarios de las subvenciones que el propio Llamas otorgó siendo viceconsejero de Economía de la Comunidad de Madrid.